# サウジアラビア関係記事の一覧
サウジアラビア関係記事の一覧（サウジアラビアかんけいきじのいちらん）

## あ行
- アカバ湾
- アラビア語
- アラビア半島
- アラブサット-1A
- アラブ連盟
- イスラム教
- イスラム諸国会議機構
- ウサーマ・ビン・ラーディン（オサマ・ビンラディン）
- オイルマネー（ペトロダラー）

## か行
- キング・アブドゥルアズィーズ大学
- キングダム・ホールディング・カンパニー
- キング・ファハド国際スタジアム
- 紅海

## さ行
- サウード家
- サウジアラビア
- サウジアラビアグランプリ
- サウジアラビアサッカー連盟
- サウジアラビアの経済
- サウジアラビアの皇太子
- サウジアラビアの国王一覧
- サウジアラビアの国歌
- サウジアラビアの国旗
- サウジアラビアの州
- サウジアラビアのスポーツ
- サウジアラビアの世界遺産
- サウジアラビアの都市の一覧
- サウジアラビアの歴史
- サウジアラビア・リヤル
- サウジアラビア料理
- サウジアラムコ
- サウジカップ
- サウジ基礎産業公社
- サウジ国王杯
- サウジ・スーパーカップ
- サウジビジョン2030
- サウジ・プロフェッショナルリーグ
- サウディア
- サウディ・ビンラディン・グループ
- サッカーサウジアラビア代表
- ザ・ライン
- サルマーン・ビン・アブドゥルアズィーズ
- サーレム・アッ＝ドーサリー
- 諮問評議会 (サウジアラビア)
- スティーブン・ムーア
- 石油輸出国機構（OPEC）

## た行
- タラル・アサド
- 中東

## な行
- 二聖モスクの守護者
- ネオム

## は行
- ファハド・ビン＝アブドゥルアズィーズ
- ハイファ・アル＝マンスール
- パブリック・インベストメント・ファンド

## ま行
- マッカ（メッカ）
- マディーナ（メディナ）
- マヘル・ミシャール
- ムスリム
- ムハンマド・イブン＝アブドゥッラーフ
- ムハンマド・ビン・サルマーン
- ムルタバ

## や行
- 預言者のモスク

## ら行
- ラリー・サウジアラビア
- リヤド
- リヤド・エア
- リヤド・シーズン
- LIVゴルフ

## わ行
- ワッハーブ派
- 湾岸戦争